# 幽霊
幽霊（ゆうれい）は、以下を指す概念。
- 死んだ者が成仏できず姿を現したもの[3]
- 死者の霊が現れたもの[4]

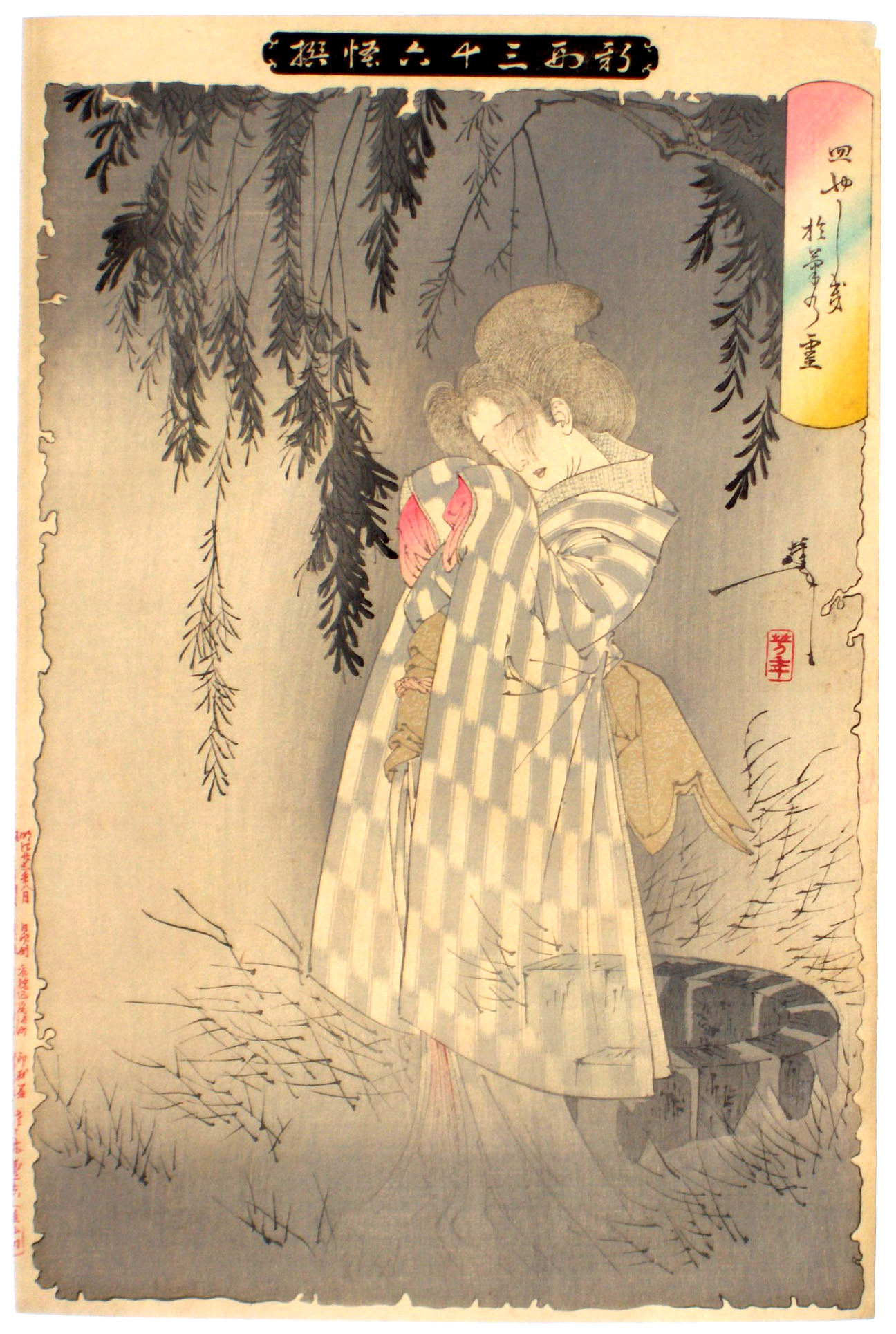
月岡芳年『新形三十六怪撰』の内「皿やしき於菊乃霊」（1890年［明治23年］）
皿屋敷に登場するお菊の亡霊を描いた作品。浮世絵で亡霊を描く場合は薄墨摺りとするもので、枝垂柳の下に古い井戸を配した構図も定石通りだが、本図のお菊の姿は江戸時代からのイメージを打破し美しく澄んだ空気の中に描かれている。

現代科学においては物理的な観測の対象から逸脱しており、その実存について肯定されることのない概念であり、迷信とされる。

## 概要

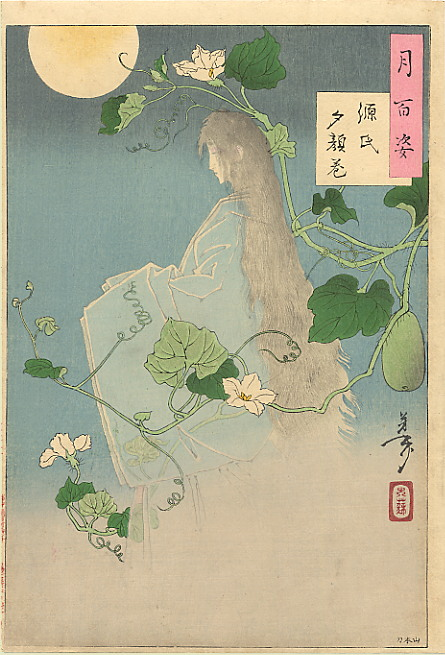
月岡芳年『月百姿』の内「源氏夕顔巻」（1886年[明治19年]）
『源氏物語』「夕顔」の巻を下敷きとした謡曲「半蔀」「夕顔」を素材とした作品。夕顔が六条御息所の生霊に憑り殺された屋敷を訪れた僧の前に、ユウガオの花の中から現れた夕顔の霊は、最後には僧の供養によって成仏を遂げる。

幽霊というのは、小学館『日本大百科全書』でも、平凡社『世界大百科事典』でも「幽霊」の項目に、日本の幽霊と西洋の幽霊が並置する形で扱われている。このように、洋の東西を問わず世界に広く類似の記載はあり、中世ヨーロッパにも中国にも、また、陸域のみならず世界の水域にもいるとする記述がある 。
西洋でも、人間の肉体が死んでも魂が死なずに現世でうろついたり、家宝を守ったり、現世への未練から現世にとどまったりする話は多くあり、霊が他人や動物にのりうつることもあるといわれる。

## 日本

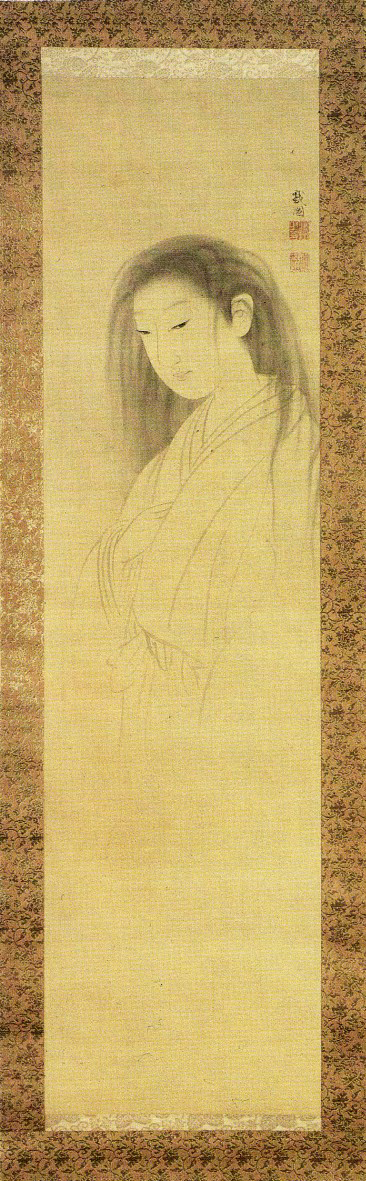
『幽霊図（お雪の幻）』（円山応挙）

幽霊は何かを告知したり要求するために出現するとされていた。しかし、次第に怨恨にもとづく復讐や執着のために出現していると考えられるようになり、「幽霊は凄惨なもの」という印象が強められていった。「いくさ死には化けて出ない」との言い伝えもあるが、凄惨な最期の姿を留めて出没する戦死者の亡霊の話は多く、平家武者の亡霊はその典型であろう。幽霊の多くは、非業の死を遂げたり、この世のことがらに思いを残したまま死んだ者の霊であるのだから、その望みや思いを真摯に聴いてやり、執着を解消して安心させてやれば、姿を消すという。なお、仏教的見地でこういった状態になった幽霊を「成仏した」と称するが、日本の幽霊は仏教の伝来以前から“居た”のであり、そもそもは古神道ないし神道の影響下にあって、成仏ではなく鎮魂されていた。
日本の仏式葬儀（仏教葬儀）で、願戻し、死後の口寄せ、施餓鬼供養などを行うのは、ある意味で、死者が幽霊と化すのを防ぎつつ、成仏しやすいように促す整といえる。

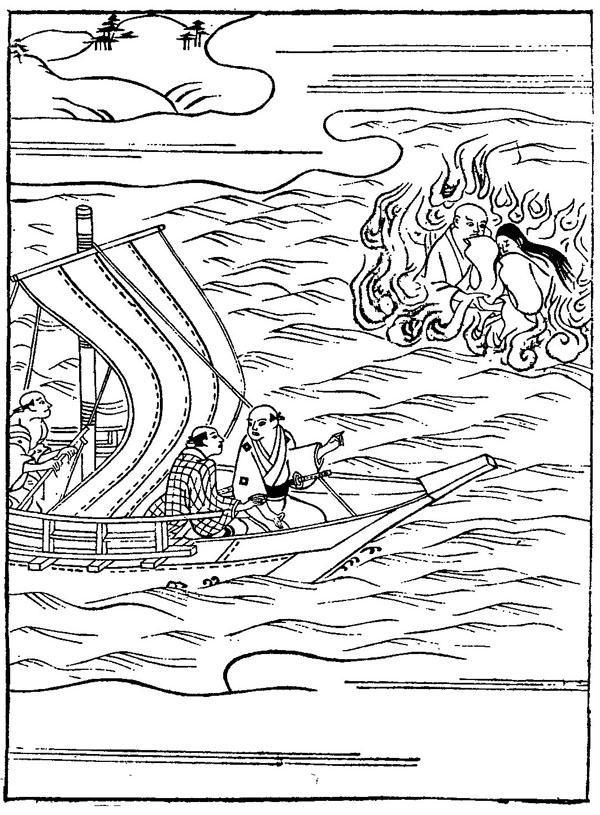
男女の船幽霊／『諸国因果物語』の1図。

昔話には「子育て幽霊」や「幽霊女房」、「幽霊松」（切られると血を流す松）などの話がある。
日本は島国であるためか、船幽霊など海の幽霊の話も多い。その内容とは例えば、幽霊船が現れて、幽霊が「柄杓を貸してくれ」というが、それを渡すとその柄杓で水を汲んで水（水してゆく船）にされてしまうといい、幽霊には柄杓の底を抜いてから渡さなければならない、とする。紀伊国（現・和歌山県）に伝わる話では、幽霊船が出たら、かまわずぶつかってゆけば消えてしまうとされる。
室町時代以降、幽霊は歌謡や歌舞伎のテーマとしても扱われるようになった。
江戸時代後期の国学者・津村淙庵が寛政7年（1795年）に語ったところでは、7月13日にかならず、難破船の船乗りの幽霊が、相模国（現・神奈川県）にある灯明台に参集したという。
出遭った時点では幽霊と気づかず、実はすでに亡くなった人物であったと後になって気づくという話も、古今の別なく様々に語られている。古代においては『日本書紀』雄略天皇9年条（西暦465年の条）の記述を、近世においては『耳嚢』巻之五（寛政7年〈1795年〉）に記載されている亡くなった小侍の話がある。

### 伝承される文化・芸術として
幽霊は、江戸時代以前から怪談という形で伝承され、江戸時代には怪談噺などが大流行した。「雨月物語」「牡丹燈籠」「四谷怪談」などといった名作が創られ、また、講談や落語、草双紙、水墨画、浮世絵などで盛んに描かれた。現在も題材として新作から古典の笑話・小説・劇などに用いられ、その他の様々な媒体で登場し紹介される。
文政8年6月11日（1825年7月26日）に江戸の芝居小屋「中村座」で『東海道四谷怪談』が初公演されたことに因んで、7月26日は「幽霊の日」となっている。

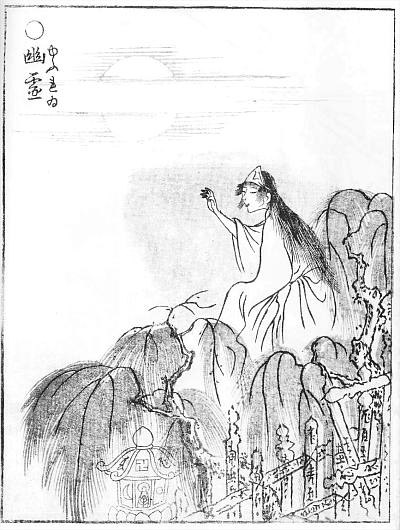
鳥山石燕『画図百鬼夜行』「幽霊」／安永5年（1776年）の作。描かれているのは、夜の墓場の枝垂柳の間から現れ出た女の幽霊で、額烏帽子を額に着け、白装束を纏っている。誰かを呼び止めているのであろうか、その腕は生者のごとく力強く掲げられている。つまりこの幽霊は、定型化される前の過渡期にある造形と言える。

### 幽霊の姿かたち、現れる場所、時刻
日本では幽霊は古くは生前の姿で現れ、歌謡などの中でもそのように表現されていた。江戸時代ごろになると、納棺時の死人の姿で出現したことにされ、額には三角の白紙の額烏帽子（ぬかえぼし）を着け、白装束をまとっているとされることが多くなった（■右の画像を参照）。
元禄年間（1688-1704年間）に刊行された『お伽はなし』では、幽霊はみな二本足があることになっていた。しかし、享保17年（1732年）刊行の『太平百物語』では、幽霊の腰から下が細く描かれている。享保年間（1716-36年間）のうちに下半身を朦朧とした姿で描くようになっており、さらに時代を経ると肘を曲げつつ手先を力なく垂れる姿で描くようになってゆく。こうように、江戸時代前期から中期を迎えるまでの間に、今日定型化されている日本の幽霊の造形（ステレオタイプ）が形成されていったと考えられる。もっとも、大田南畝が編纂した横井也有の俳文集『鶉衣』（天明7-8年〈1787-88年〉刊行）に「腰から下のあるものもないものもある」と書かれていることから窺えるように、江戸時代後期に差し掛かってもまだ完全には定着しきっていなかったと思われる。
また、日本の幽霊は、墓地や川べりの柳の木の下などといった場所に現れるとすることが多く、丑三つ時（午前2時ごろ）といった特定の時刻に出現するともいわれている。古くは物の怪の類は真夜中ではなく、日暮れ時（逢魔時、昼と夜の境界）によく現れ、場所も町はずれの辻（町と荒野の境界）など「境界」を意味する領域で現れるとされていた。
しかし、現代の目撃談では、かつての「生前の姿で現れる」話も数多く語られており、ほぼ存命者と変わらぬ普段着姿で娑婆を彷徨い、一般人と一見見間違うという報告も少なくない。東北学院大学准教授（当時）・金菱清とゼミ生の調査研究による、宮城県石巻市のタクシードライバーが語った東日本大震災の話では、震災が発生した2011年、以下の目撃談が挙げられた。
- 被災日から約3ヶ月後の深夜、初夏にもかかわらず、真冬のコートを羽織った30代と思しき女性が駅から乗車し、既に津波で更地となってしまった場所を目的地に指定したため、それを確認すると「私は死んだのですか」と返し、座席から姿を消した。

- 8月、厚手のコートを着た20代男性客が、到着時に姿を消した。

- 8月深夜、マフラーとコート姿の小学生が手を振っていたため、迷子かと思い自宅まで送迎すると、「ありがとう」と言った途端に姿を消した[14]。

#### 定型化した"死装束の幽霊"、"足のない幽霊"

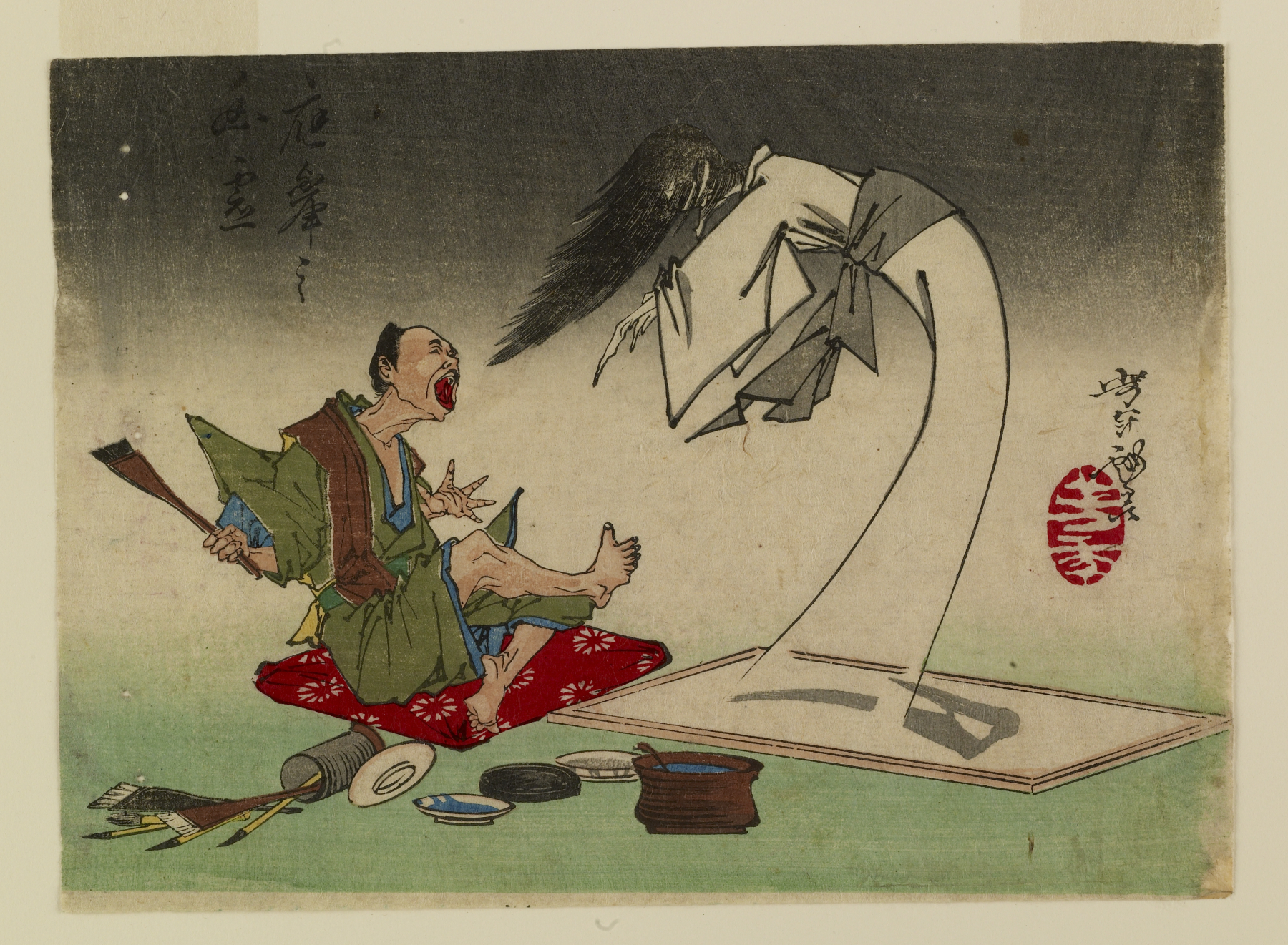
月岡芳年の中判錦絵揃物『芳年略画』の内「応挙の幽霊」／1882年（明治15年）の作。写生に重きを置く天才絵師・円山応挙の描く幽霊は、真に迫ること極まりて絵から飛び出したという。幕末・明治の人気浮世絵師・月岡芳年は、有名なこの逸話「応挙の幽霊」を、芳年一流のユーモアでもって視覚化してみせた。描いていた応挙自身が、今まさに紙から抜け出して迫り来る女の幽霊に気付くや、腰を抜かさんばかりに吃驚仰天しているのが、面白おかしい。

「乱れ髪に天冠（三角頭巾）、死装束の足がない女性」という、芝居やお化け屋敷などでもおなじみの定型化した姿、いわば「日本型の幽霊」は、演劇や文芸の影響が大きいと言われている。河出書房から出版された『渡る世間は「間違い」だらけ』（1995年〈平成7年〉刊）によると、歌舞伎の舞台「四谷怪談」の演出で幽霊の足を隠して登場したものが起源であるとしている。江戸時代に浮世絵の題材として描かれてから定着したものであるともいう。『番町皿屋敷』の影響があるともいう。京の天才絵師・円山応挙（1733-1795年）の幽霊画の影響もあったとされる。応挙の幽霊画は当時から有名であったらしく、多くの絵師に影響を与えたといわれている（■左に示した一図の場合は、パロディ感覚で描かれた作例と言える）。ただし、「足の無い幽霊を最初に描いたのは円山応挙である」とする説については、俗説あるいは不正確な説との指摘がある。実際には、応挙が生まれる60年前の延宝元年（1673年）に同じ京都で刊行された井上播磨掾の浄瑠璃本『花山院后諍（かざんのいん きさきあらそひ）』（別名：花山院きさきあらそひ）に、足の無い幽霊の挿絵が掲載されており、この時代の、少なくとも京都にはすでに、「幽霊には足が無いもの」という概念があったようである。なお、係る日本の定型化した幽霊と対比する形で、「海外の幽霊は足があるものが多い」と解説されることがある。
幽霊の中でも「牡丹灯篭」のお露のように、下駄の音を響かせて現れる者もいるが、これは明治時代になって中国の怪異譚を参考に創作されたものである。近年も死者の霊が登場する都市伝説が多く語られているが、外見上生きている人間と区別がつかない幽霊も多く、「死に装束を着た足の無い幽霊」が「出現」することはほとんど無い。

### 心霊主義における日本の幽霊
20世紀および21世紀の日本の心霊主義者（スピリチュアリスト）の中には、性質別に「守護霊」「背後霊」「自然霊」「動物霊」「浮遊霊」「地縛霊」などといった用語で説明する人がいて、幽霊を、特定の場所に現れる"地縛霊"と、そうでない浮遊霊に分けて説明することがある。

### 季語
季語としての幽霊（ゆうれい。歴史的仮名遣：いうれい）は、夏の季語である。現代俳句協会が『現代俳句歳時記』でこの語を採録しているが、他の歳時記で採録しているものは少ないということを、協会会員が公式ブログで語っている。
同じく、『現代俳句歳時記』は「百物語（ひゃくものがたり）」も夏の季語として採録しているが、これも他の歳時記で採録しているものは少ない。

## 西洋

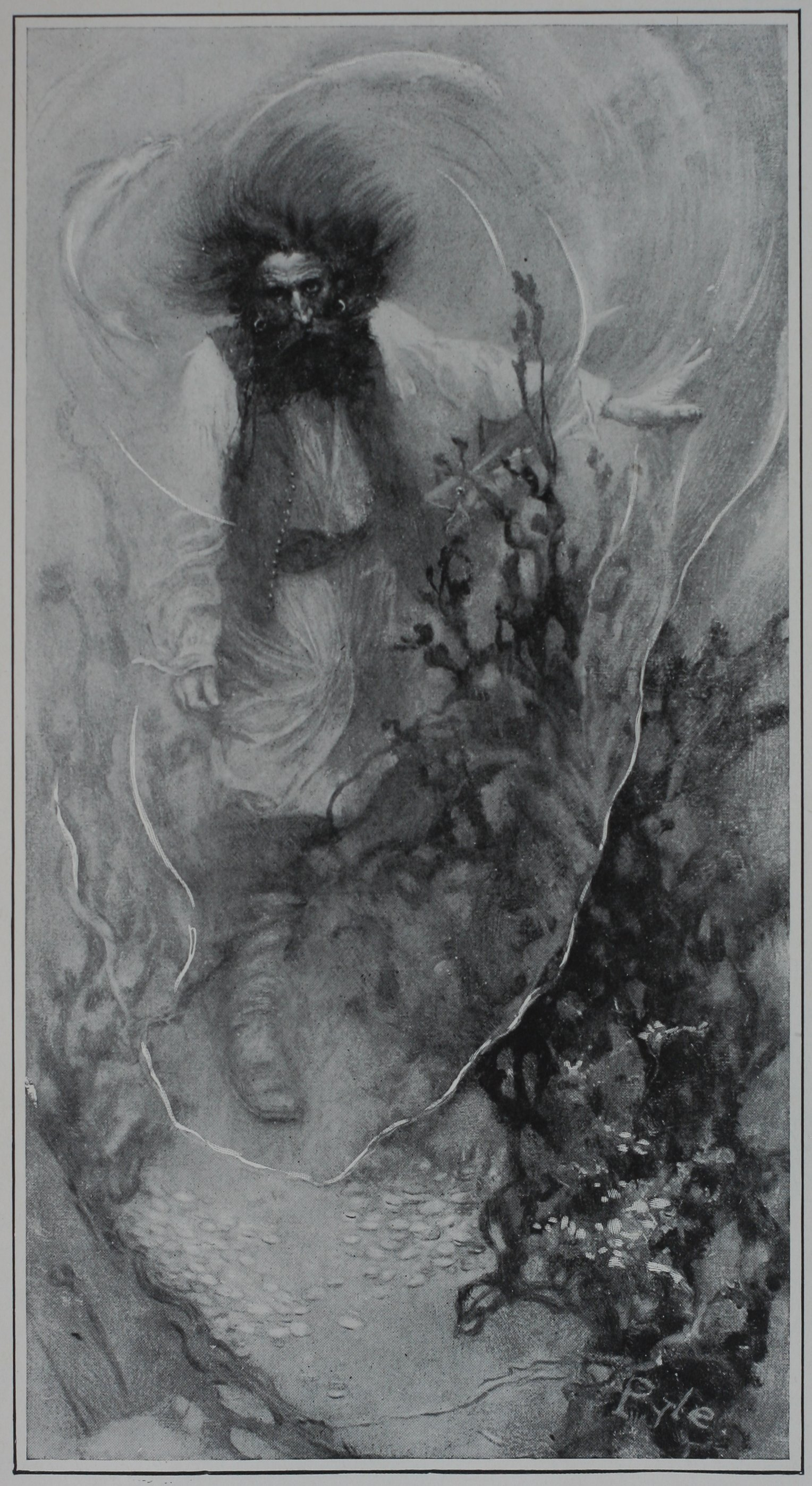
『海賊の本』（1903）において描かれた、海賊の幽霊

西洋の原語では、英語ではghost ゴーストあるいはphantom ファントム、フランス語ではfantôme ファントーム などと言う。
やはり死者の魂が現世に未練や遺恨があり、現世に残り、生前の姿で可視化したもの、と考えているのであり、希望を実現しないまま死んだ人、責任を果たしきれないままに死んだ人などが幽霊になって出ると考えられる。婚約したまま死んでしまった女性は幽霊になって花婿のもとを訪れ、出産時に死んでしまった女性の幽霊は乳児のベッドの横に立つ。生前自分が行った行為が良心に咎めて死にきれない者も生者のもとに現れるとされる。
殺された人、処刑された人、望みを果たさないまま無念に死んだ人たちの幽霊は、生者が慰め、その願いを代わりに叶えてやることで消え去るものともされている。

### 幽霊の姿、現れる場所、時刻
幽霊の現れる時の姿は、生前の姿のままや、殺された時の姿、あるいは骸骨、首なし、透明な幻、あるいは白い服を着た姿で現れる。また火の玉や動物の姿でも現れるとされる。現れる場所としては、墓場、殺された場所、刑場、城館の跡、教会堂、街の四つ辻、橋などが多い。現れる時刻は、基本的には真夜中の0時から1時あたりが多く、この時間帯が幽霊時などと呼ばれるくらいであり、夜明けを告げる鶏が鳴くと姿を消すとされる。ただし、日中に現れるという記述もある。例えば、降霊術師や霊媒によって呼び出された霊である。特定の場所に現れる特定の幽霊は迷える魂などではなく、過去の出来事が空間に情報として記録されたものの断片が、何らかの条件によって見えてしまう現象とする説もある。
ドイツでは11月2日の万霊節には、幽霊たちが列をなして現れ、Frau Holle（ホレばあさん）に引率され、さびしい教会堂や寺院の供養に参加する。その夜になると墓場に鬼火が見えるのは、彼らが来ているしるしなのだと言われている。
村上計二郎は著書『幽霊の実在と冥土通信』にて、幽霊が夜現れ、昼間に現れないのは、彼らが光線を受けて溶解するためだという。また、幽霊が赤子や犬など特定の生き物に見えることや、幽霊固体が勝手に移動すること、固体重量が変化すること、固体が浮揚すること、楽器の弾奏が行われることを心霊現象として紹介している。

### 歴史

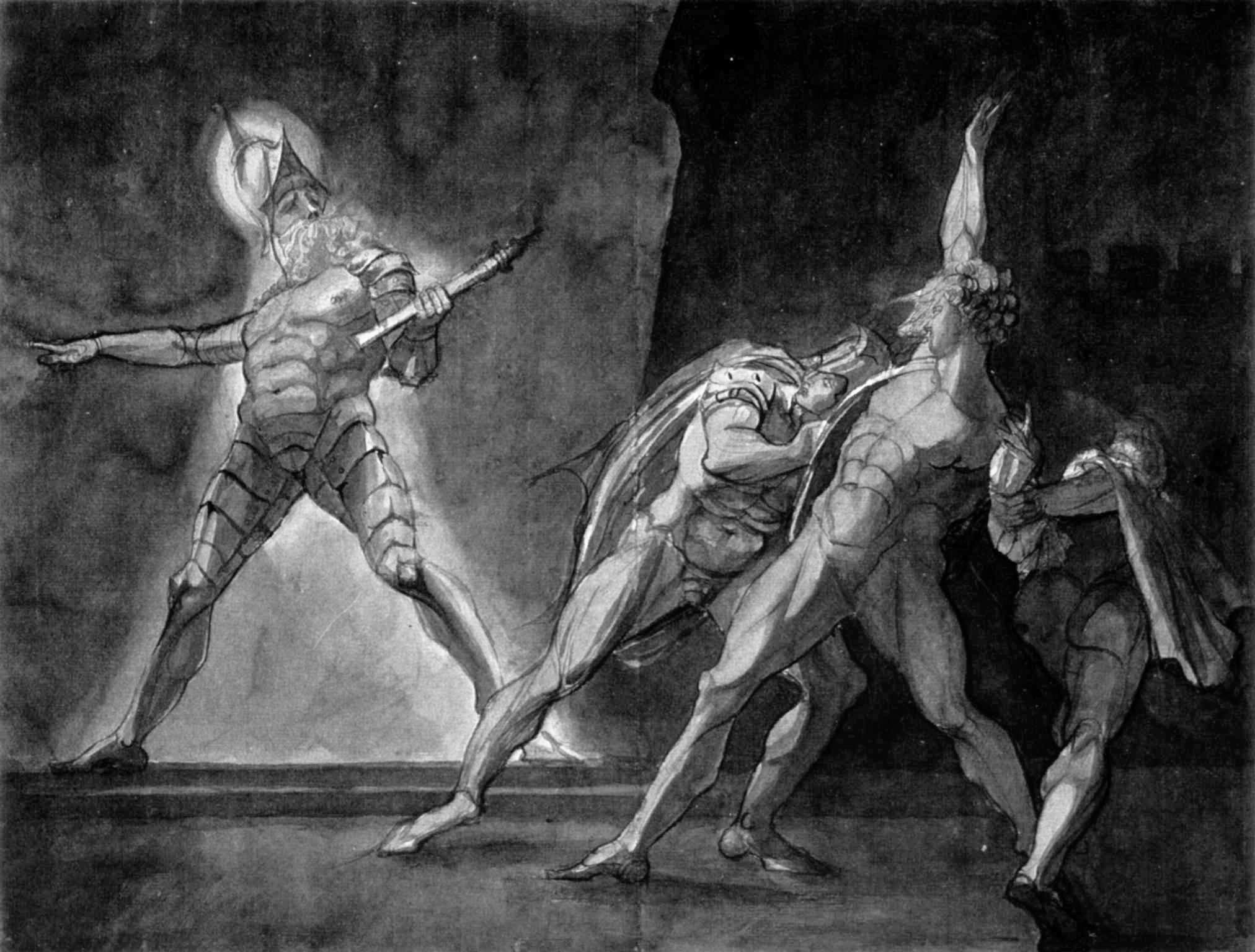
ハムレットとその父の幽霊（1780年の絵画）。父の幽霊は17世紀風の鎧を身に着けている。

古代ローマでは、街の地下に死者の霊が住んでいると信じられ、地下にその住居をつくったり住居の出入り口をふさぐ幽霊石を祭りの日にだけあけて自由に出入りさせる、ということが行われていた。人々は生者を守る霊の力は借りようとし、反対に危害を加えるような霊については警戒したり、祈祷文によって遠ざけようとした。
「アイスランドのサガの1つ『エイルの人々のサガ』第50章には、アイルランドからアイスランドへ船で渡ったソルグンナという名の女性が、死後に幽霊となった話がある」が、「ヨーロッパの神話伝承やフォークロアに詳しい中世フランス文学の専門家」フィリップ・ヴァルテールは、「この謎めいた女性を、彼女が死後に残した寝具を手掛かりにしながら、アザラシと胞衣（えな；胎児を包んでいた膜や胎盤）の神話から解明しようと試みている」（渡邉浩司・渡邉裕美子）。
18世紀後半には幽霊物語が発展し、その草分けとしてホレス・ウォルポールの『オトラントの城』（1764）が知られている。その後、E.T.A.ホフマンやルートヴィヒ・ティーク、エドガー・アラン・ポーらの作品が多くの人々に読まれた。これらの作品は、単なる架空の話として読まれたわけではなく、人々は幽霊が実在していると見なして読んでいたのである。
西洋の心霊主義では、降霊術も行われていた。
20世紀においても、交霊術は都会においても行われている。
心霊主義では、ポルターガイスト事件も（個々の事件によりはするが）心霊のしわざだと見なしている例も多々ある。（それに対して、超心理学者たちは、ポルターガイストは若者の偶発的な超能力によるのだと説明していることがある）
今日でも、イギリスなどでは幽霊が現れる住宅も存在している。ただ日本と異なるのは、イギリス人たちは無類の幽霊好きで自分の家に幽霊が出ることを自慢しあう。
「幽霊ファン」のような層がいて、幽霊見学ツアーなどが行われている。
全国世論調査会社(NOP)が2000年に行った調査では、イギリス人の約42パーセントは幽霊や亡霊の存在を信じており、中でもスコットランドや北イングランドの回答者の3分の2は実際に幽霊を見た、もしくは気配を感じた事があると回答している。
イギリスの歴史的に由緒がある住宅などでは、歴史上の人物が幽霊として現れる建物も知られている。例えば、イギリスで「最も多く幽霊が出る街」とも呼ばれるヨークにある、トレジャラーズ・ハウスに出没するローマ軍人の幽霊は「最も寿命の長い幽霊」としてギネスブックに登録されている。
近代の心霊研究はイギリスを中心に発展したが、その理由は、ひとつにはイギリス人の気質が知的な探究心が旺盛なため、幽霊が現れるとされればそれを怖がったりせず積極的に知的に調べてみたがるためとも言われている。
幽霊が出没することを英語では「haunted ホーンテッド」と言い、幽霊が出没する建物は「ホーンテッド・マンション」「ホーンテッド・ハウス」などと言う（日本語では幽霊屋敷）。幽霊を自分の目で見てみたいと思っているイギリス人も多いので、イギリスでは幽霊が出るとの評判が高い住宅・物件は、通常の物件よりもむしろ高価で取引されていることもある。日本では、幽霊が出る建物となると、悪い噂が立つ、事故物件とみなされるなどにより資産価値が下がると考えて、隠蔽しようと策を弄するのとは対照的である。
他の西側諸国にも幽霊が出没する建物の例は多い。 スペインでは、カタリナ・レルカロの幽霊に会うために、多くの人がテネリフェ島の歴史博物館を訪れる。

## 文化
怪談・幽霊画・ホラー映画・お化け屋敷など幽霊を題材とする文化的な作品は数多い。多くの作品では、助言などを与える存在、もしくは危害や恐怖を与えるもの（幽霊恐怖症）として登場する。
文化財・資料
- 全生庵 - 幽霊画で有名
- ギリシア悲劇『ペルシア人』 - 紀元前五世紀の古代ギリシアの劇作家アイスキュロスの作品。西洋演劇で幽霊が初めて登場した作品[26]。

偉人や聖人が助けるために現れるもの
- 聖母の出現（英語：Marian apparition）
- 中国語では神仏や英雄が現れて助言や助力してくれることを顯聖という[27]

幽霊の付く言葉・人
幽霊に直接係わる若しくは模したもの。
- 幽霊船 - 日本やヨーロッパに伝承される、幽霊が乗船している船。
- 幽霊屋敷 - 幽霊が出没するとされる建物。
- 幽霊電車
- 幽霊の日：7月26日。鶴屋南北作東海道四谷怪談が初演された文政8年（1825年）7月26日を記念する日。
- 幽霊坂 - 坂の地名。由来は諸説あるが、「幽霊が出た、出そうだ」とされ命名された。
- 子育て幽霊 - 日本で伝承される民話。
- 幽霊塔 - 日本で幾つか翻訳された塔を舞台とした外国の推理小説。
- 内弁慶外幽霊 - 内弁慶の外幽霊ともいい、外面と内面の差が激しい性格のたとえ。
- 幽霊インバータ - 初期のVVVF制御電車など、歌舞伎や時代劇における幽霊の効果音のような走行音（励磁音）を出す電車を指した俗称。幽霊電車とは無関係。

### 幽霊の名が付くもの
生物
- ユウレイイカ - イカの一種。発光器があり、かなり強い光を出す。
- ユウレイグモ - 蛛形綱クモ目ユウレイグモ科の節足動物の総称。薄暗いところを好み、カラダが白っぽく、やせて華奢な姿をしていることから。
- ユウレイタケ - ギンリョウソウの別名。

実体のないことの例え（幽霊は肉体がないので）
- 幽霊文字
- 幽霊語
- 幽霊部員 - 在籍しているが部に参加していない部員
- 幽霊指揮者/幽霊オーケストラ
- 幽霊(鉄道模型) - 貨車・客車・炭水車など、本来動力装置を持たないはずの車両に動力装置が付与された鉄道模型の俗称。
- 幽霊駅
- 幽霊会社
- 幽霊名字
- 幽霊本
- 京都市幽霊バス問題

人名
- 柳ユーレイ
- 平野ユーレイ

事件
- コック・レーンの幽霊

小説
- 幽霊 (江戸川乱歩) - 江戸川乱歩の小説
- 幽霊―或る幼年と青春の物語- 北杜夫の小説